# 5. Feld-Division
5. Feld-Division foi uma divisão de campo da Luftwaffe que prestou serviço durante a Segunda Guerra Mundial, combatendo com a Heer. Criada no final de 1942, a divisão foi extinta em Novembro de 1943 devido à sua quase obliteração numa batalha contra o Exército Vermelho.

## Comandantes
- Hans-Joachim von Arnim, Outubro de 1942 - Novembro de 1942[1]
- Hans-Bruno Schulze-Heyn, Dezembro de 1942 - Novembro de 1943[1]